# Tumultos de Watts

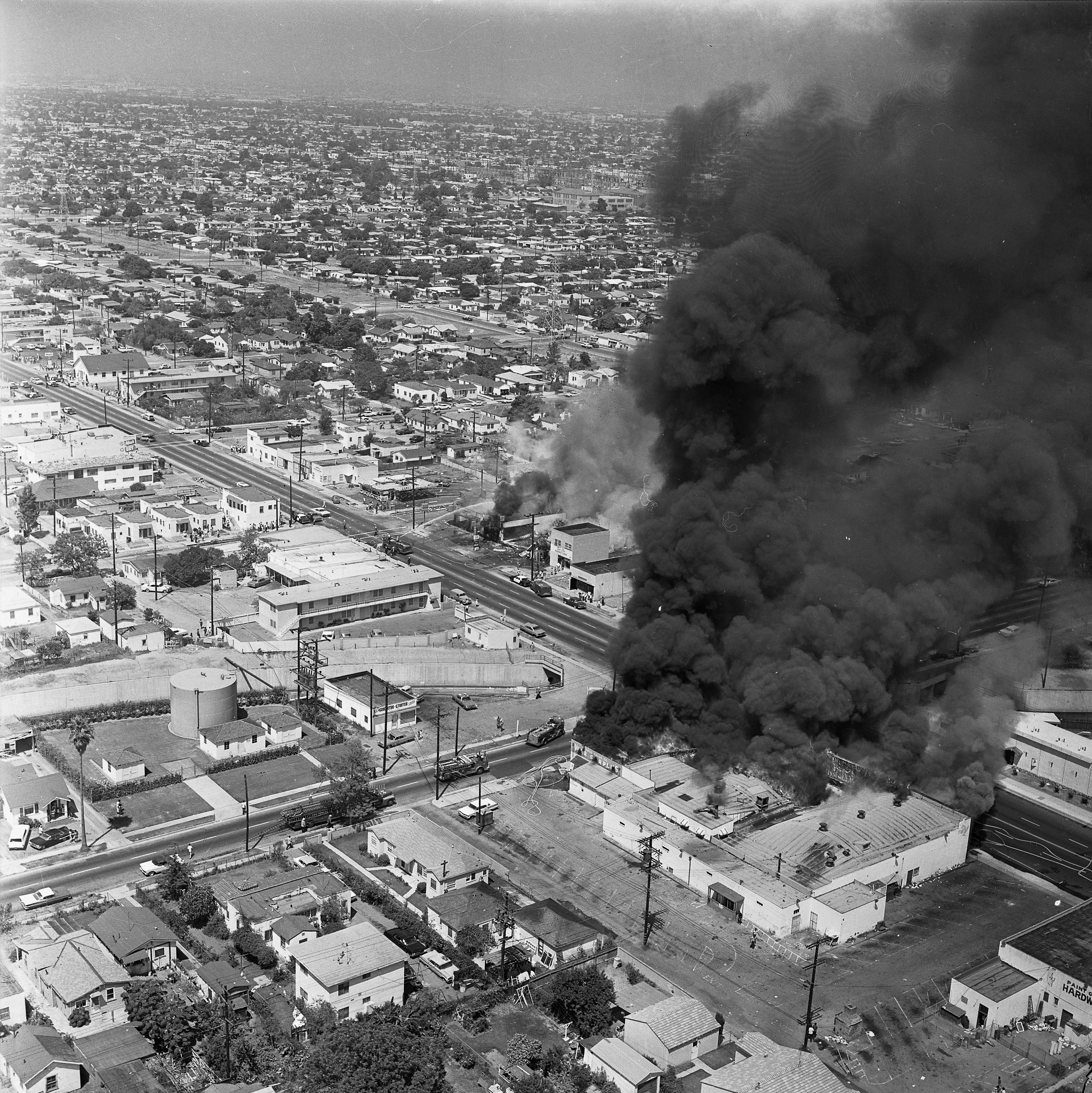
Edifícios em chamas durante os tumultos.

Os Tumultos de Watts (em inglês:  Watts Riots) às vezes chamados de Rebelião de Watts ou Levante de Watts, foram distúrbios civis que ocorreram no bairro de Watts, em Los Angeles, Califórnia, Estados Unidos, de 11 a 15 de agosto de 1965. Os distúrbios resultaram em 34 mortes, 1032 feridos, 3438 prisões e mais de 40 milhões de dólares estadunidenses em danos materiais. Foi o tumulto mais severo na história da cidade até os distúrbios de Los Angeles em 1992.

## Incitamento
Na noite de quarta-feira, 11 de Agosto de 1965, Marquette Frye, um homem afro-americano de 21 anos, foi parado por um policial de moto da California Highway Patrol chamado Lee Minikus sob suspeita de estar dirigindo embriagado. Minikus estava convencido de que Frye estava sob o efeito de álcool e passou uma mensagem no rádio comunicando que o carro seria apreendido. O irmão de Marquette, Ronald, um passageiro no carro, caminhou até sua casa nas proximidades e trouxe sua mãe de volta com ele. Policiais de apoio chegaram e tentaram prender Frye usando força física para dominá-lo.
À medida em que a situação se intensificava, multidões crescentes de moradores locais observando o evento começaram a gritar e a arremessar objetos nos policiais. A mãe e o irmão de Frye lutaram com os policiais e foram, eventualmente, presos junto com Marquette. Após a prisão dos Frye, a multidão continuou a crescer. A polícia tentou parar a multidão algumas vezes naquela noite, mas foram atacados por pedras e concreto. Vinte e nove pessoas foram presas.

## O tumulto

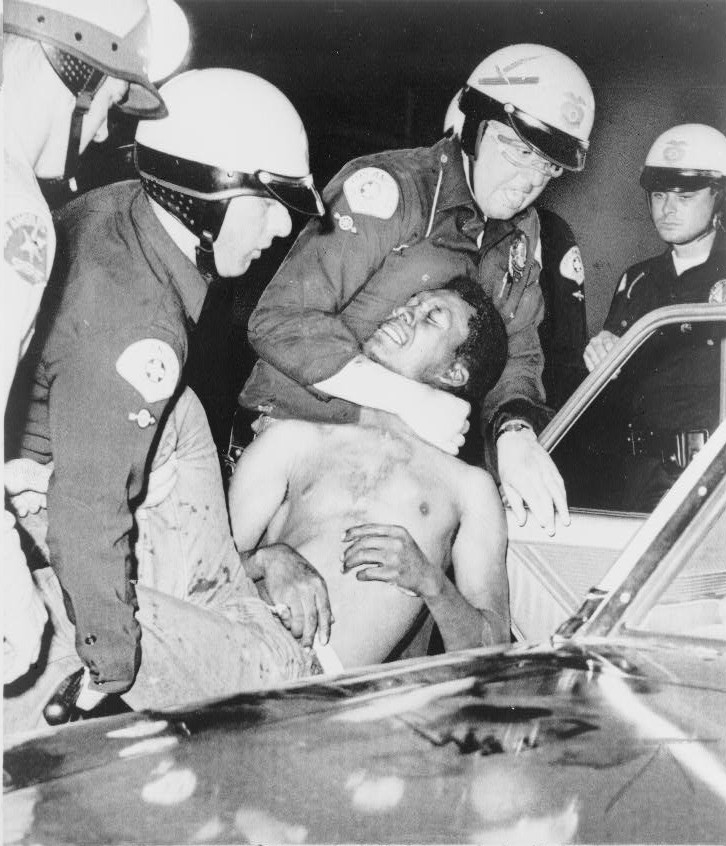
Polícia prendendo um homem durante os tumultos.

Após uma noite de agitação crescente, a polícia e líderes negros da comunidade local realizaram uma reunião na terça-feira, 12 de Agosto, para discutir um plano e acalmar os ânimos. A reunião, porém, falhou. Mais tarde naquele dia, o chefe da polícia de Los Angeles William H. Parker pediu a ajuda da Guarda Nacional do Exército da Califórnia. A revolta se intensificou e, na sexta-feira, 13 de Agosto, aproximadamente 2300 homens da Guarda Nacional se juntaram à polícia para tentar manter a ordem nas ruas.
Aquele número cresceu para 13 900 na meia-noite de sábado, 14 de Agosto. O sargento Ben Dunn disse que "As ruas de Watts lembravam uma total zona de guerra em algum país distante, não tinham nenhuma semelhança com os Estados Unidos da América." A lei marcial foi declarada e o toque de recolher foi aplicado pela Guarda Nacional dos Estados Unidos, que colocou um cordão de isolamento em uma vasta região de South Central Los Angeles. Em adição à guarda, 934 homens da Polícia de Los Angeles e 718 homens do Departamento de Xerife do Condado de Los Angeles foram mobilizados durante a revolta.
| Edifícios de Empresas e Privados          | Edifícios Públicos      | Total      |
| ----------------------------------------- | ----------------------- | ---------- |
| Danificado/queimado: 258                  | Danificado/queimado: 14 | Total: 272 |
| Saqueado: 192                             |                         | Total: 192 |
| Ambos danificado/queimado & saqueado: 288 |                         | Total: 288 |
| Destruído: 267                            | Destruído: 1            | Total: 268 |
| Total: 977                                |                         |            |